# 최신희
최신희(1983년 3월 21일~)는 대한민국의 권투 선수이다. 2005년 국제여자복싱협회(IFBA) 플라이급 챔피언이며, 2008년에 은퇴했다.

## 수상 내역
- 2005년: 국제여자복싱협회(IFBA) 올해의 복서
- 2006년: 교육인적자원부 21세기를 이끌 우수인재상